# Pamela (skladba)
»Pamela« je skladba, ki sta jo napisala David Paich in Joseph Williams, posnela in izdala pa skupina Toto na albumu The Seventh One, ki je izšel leta 1988. To je prvi single z albuma, ki je dosegel 22. mesto lestvice Billboard Hot 100.

## Ozadje
Skladbo sta napisala Paich in Williams. Paich je najprej napisal glasbo in besedilo ter poimenoval skladbo z imenom »Pamela«. Pamela je bilo ime takratnemu Williamsovemu dekletu, ta pa je prav tako v tistem času napisal skladbo o njej z istim imenom. Refren Williamsove skladbe je bil uporabljen v bridgu. V bistvu je Williams dopolnil Paichevo skladbo.

## Osebje
Toto
- Joseph Williams – solo vokal, spremljevalni vokal
- Steve Lukather – kitare, spremljevalni vokal
- David Paich – sintetizatorji, klavir, spremljevalni vokal
- Mike Porcaro – bas
- Jeff Porcaro – bobni, tolkala

Dodatni glasbeniki
- Tom Kelly – spremljevalni vokal
- Joe Porcaro – vibrafon
- Steve Porcaro – sintetizatorji, programiranje
- Chuck Findley, Gary Grant, Gary Herbig, Jerry Hey, James Pankow in Tom Scott – trobilni aranžmaji